# Guilherme de Montpellier

Brasão de Armas da casa de Montpellier.

Guilherme de Montpellier (1085 -) foi senhor de Montpellier.

## Relações familiares
Casou com Thiburge I de Nice (1128 -?) de quem teve:
1. Tiburge II de Orange casada com Hugh II de Baux (? – 1167), Senhor de Baux e príncipe de Orange e filho de Raimundo I de Baux (1110 – 1150), visconde de Baux e de Estefânia de Barcelona (1110 -?), filha de Raimundo Berengário III (1082 - 1131) e de Almodis de Mortain.